# Abbotsford (Wisconsin)
Abbotsford ist eine Kleinstadt (mit dem Status „City“) im Marathon und zu einem kleineren Teil im Clark County im US-amerikanischen Bundesstaat Wisconsin. Im Jahr 2020 hatte Abbotsford 2275 Einwohner.

## Geografie
Abbotsford liegt im nordwestlichen Zentrum Wisconsins, etwa 3 km westlich des Eau Claire River, der über den Wisconsin River zum Stromgebiet des Mississippi gehört. Das Stadtgebiet erstreckt sich über eine Fläche von 7,02 km². 
Benachbarte Orte von Abbotsford sind Dorchester (7,9 km nördlich), Athens (28,9 km ostnordöstlich), Edgar (29,9 km östlich), Colby (am südlichen Stadtrand), Unity (10,7 km südlich), Riplinger (20,8 km südwestlich) und Curtiss (11,6 km westlich).
Die nächstgelegenen größeren Städte sind Green Bay (204 km östlich), Wisconsins Hauptstadt Madison (281 km südsüdöstlich), La Crosse (185 km südwestlich), Eau Claire (104 km westlich), die Twin Cities in Minnesota (243 km in der gleichen Richtung) und Duluth am Oberen See in Minnesota (327 km nordnordwestlich).

## Verkehr
Der Wisconsin State Highway 29 führt als südliche Umgehungsstraße um Abbotsford herum. Der alte WI 29 verläuft in West-Ost-Richtung als Hauptstraße durch das Zentrum von Abbotsford und kreuzt hier den Wisconsin State Highway 13. Alle weiteren Straßen sind untergeordnete Landstraßen, teils unbefestigte Fahrwege oder innerörtliche Verbindungsstraßen.
Für den Frachtverkehr führt in Nord-Süd-Richtung eine Eisenbahnstrecke der zur Canadian National Railway gehörenden Wisconsin Central durch das Stadtgebiet von Abbotsford.
Die nächsten Flughäfen sind der Chippewa Valley Regional Airport in Eau Claire (98,4 km westlich), der Central Wisconsin Airport in Wausau (62,8 km ostsüdöstlich) und der La Crosse Regional Airport (184 km südwestlich).
Die Bahnstrecke von Athens nach Abbotsford, betrieben von der Abbotsford and Northeastern Railroad, wurde stillgelegt.

## Bevölkerung
Nach der Volkszählung im Jahr 2010 lebten in Abbotsford 2310 Menschen in 864 Haushalten. Die Bevölkerungsdichte betrug 329,1 Einwohner pro Quadratkilometer. In den 864 Haushalten lebten statistisch je 2,57 Personen. 
Ethnisch betrachtet setzte sich die Bevölkerung zusammen aus 81,9 Prozent Weißen, 0,1 Prozent Afroamerikanern, 0,3 Prozent amerikanischen Ureinwohnern, 0,7 Prozent Asiaten sowie 16,4 Prozent aus anderen ethnischen Gruppen; 0,5 Prozent stammten von zwei oder mehr Ethnien ab. Unabhängig von der ethnischen Zugehörigkeit waren 25,0 Prozent der Bevölkerung spanischer oder lateinamerikanischer Abstammung. 
25,8 Prozent der Bevölkerung waren unter 18 Jahre alt, 54,3 Prozent waren zwischen 18 und 64 und 19,9 Prozent waren 65 Jahre oder älter. 49,8 Prozent der Bevölkerung war weiblich.
Das mittlere jährliche Einkommen eines Haushalts lag bei 39.295 USD. Das Pro-Kopf-Einkommen betrug 22.289 USD. 5,8 Prozent der Einwohner lebten unterhalb der Armutsgrenze.